# Alaise
Alaise ist eine ehemalige französische Gemeinde mit 42 Einwohnern (Stand: 1. Januar 2022) im Département Doubs in der Region Bourgogne-Franche-Comté. Sie gehörte zum Arrondissement Besançon.
Im Jahre 1973 wurde Alaise zusammen mit den bislang selbstständigen Gemeinden Coulans-sur-Lizon, Doulaize und Refranche als Communes associées mit Éternoz fusioniert.
Der Erlass des Präfekten vom 18. September 2024 legte mit Wirkung zum 1. Januar 2025 die Eingliederung von Alaise als Commune déléguée zusammen mit den früheren Gemeinden Éternoz und Saraz und den anderen ehemaligen Communes associées von Éternoz, Coulans-sur-Lizon, Doulaize und Refranche zur Commune nouvelle Éternoz-Vallée-du-Lison fest.

## Geografie
Alaise liegt etwa 25 Kilometer südsüdwestlich der Stadt Besançon (Luftlinie) in der historischen Provinz Franche-Comté. Das Ortszentrum liegt auf etwa 460 m Höhe.

## Bevölkerungsentwicklung

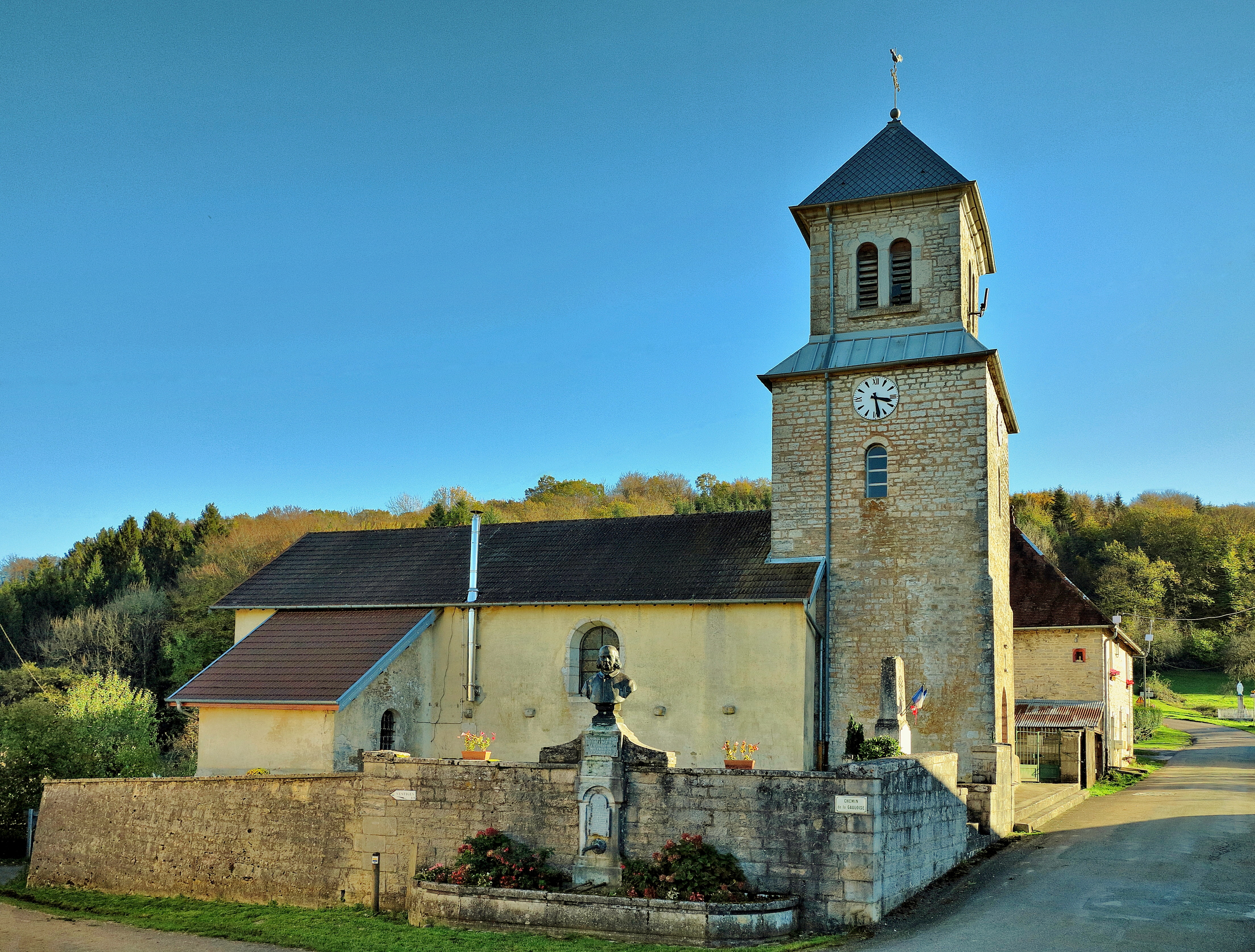
Kirche La Nativité-de-Saint-Jean-Baptiste

| Alaise: Einwohnerzahlen von 1793 bis 2020                                                                                  | Alaise: Einwohnerzahlen von 1793 bis 2020 | Alaise: Einwohnerzahlen von 1793 bis 2020 | Alaise: Einwohnerzahlen von 1793 bis 2020 | Alaise: Einwohnerzahlen von 1793 bis 2020 |
| --- | ----------------------------------------- | ----------------------------------------- | ----------------------------------------- | ----------------------------------------- |
| Jahr |                                           |                                           |                                           | Einwohner                                 |
| 1793 | 1793                                      |                                           | 117                                       | 117                                       |
| 1800 | 1800                                      |                                           | 152                                       | 152                                       |
| 1806 | 1806                                      |                                           | 156                                       | 156                                       |
| 1821 | 1821                                      |                                           | 156                                       | 156                                       |
| 1831 | 1831                                      |                                           | 179                                       | 179                                       |
| 1836 | 1836                                      |                                           | 169                                       | 169                                       |
| 1841 | 1841                                      |                                           | 169                                       | 169                                       |
| 1846 | 1846                                      |                                           | 152                                       | 152                                       |
| 1851 | 1851                                      |                                           | 171                                       | 171                                       |
| 1856 | 1856                                      |                                           | 171                                       | 171                                       |
| 1861 | 1861                                      |                                           | 150                                       | 150                                       |
| 1866 | 1866                                      |                                           | 139                                       | 139                                       |
| 1872 | 1872                                      |                                           | 135                                       | 135                                       |
| 1876 | 1876                                      |                                           | 127                                       | 127                                       |
| 1881 | 1881                                      |                                           | 119                                       | 119                                       |
| 1886 | 1886                                      |                                           | 100                                       | 100                                       |
| 1891 | 1891                                      |                                           | 111                                       | 111                                       |
| 1896 | 1896                                      |                                           | 105                                       | 105                                       |
| 1901 | 1901                                      |                                           | 104                                       | 104                                       |
| 1906 | 1906                                      |                                           | 94                                        | 94                                        |
| 1911 | 1911                                      |                                           | 78                                        | 78                                        |
| 1921 | 1921                                      |                                           | 85                                        | 85                                        |
| 1926 | 1926                                      |                                           | 81                                        | 81                                        |
| 1931 | 1931                                      |                                           | 83                                        | 83                                        |
| 1936 | 1936                                      |                                           | 75                                        | 75                                        |
| 1946 | 1946                                      |                                           | 75                                        | 75                                        |
| 1954 | 1954                                      |                                           | 78                                        | 78                                        |
| 1962 | 1962                                      |                                           | 70                                        | 70                                        |
| 1968 | 1968                                      |                                           | 59                                        | 59                                        |
| 2006 | 2006                                      |                                           | 45                                        | 45                                        |
| 2013 | 2013                                      |                                           | 42                                        | 42                                        |
| 2020 | 2020                                      |                                           | 41                                        | 41                                        |
| Quelle(n): EHESS/Cassini bis 1999, INSEE ab 2006 Anmerkung(en): Ab 1962 offizielle Zahlen ohne Einwohner mit Zweitwohnsitz |                                           |                                           |                                           |                                           |

## Sehenswürdigkeiten
- Kirche La Nativité-de-Saint-Jean-Baptiste